# Miha Valič

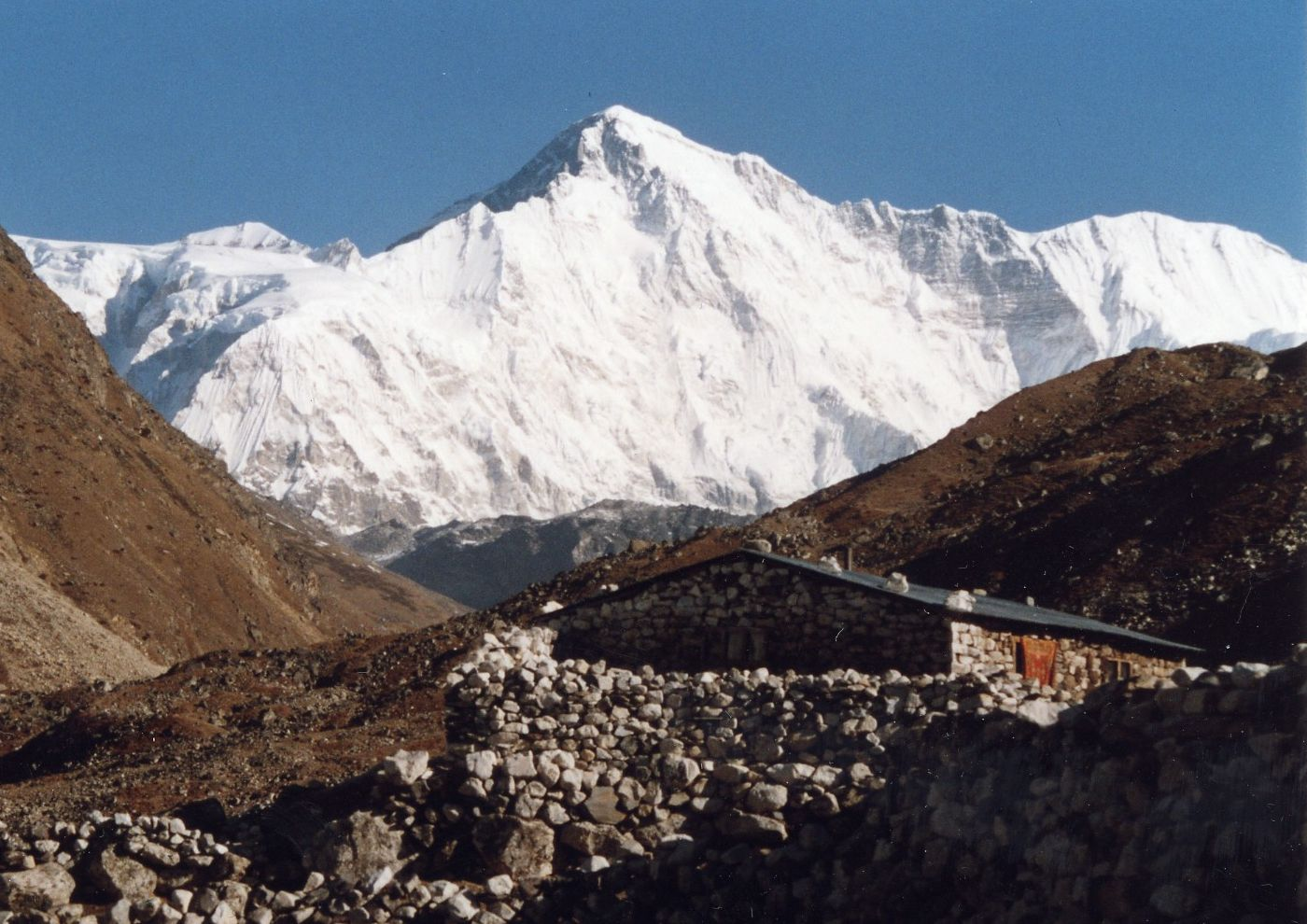
Czo Oju

Miha Valič (ur. 4 listopada 1978 w Lublanie, zm. 5 października 2008, pod Czo Oju w Nepalu) – słoweński biolog i alpinista, który jako pierwszy zdobył wszystkie 82 alpejskie czterotysięczniki z listy UIAA w ciągu jednej zimy.

## Życiorys
Urodził się 4 listopada 1978 w Lublanie w ówczesnej Jugosławii.
Wspinał się w Alpach, Sierra Nevada, Andach Patagońskich oraz w Karakorum i Himalajach. Brał także udział w ekspedycjach do Boliwii, Peru i Rosji.
W 2006 wraz z Tomažem Jakofčiciem i Klemenem Malim dokonał pierwszego wejścia w stylu alpejskim na Trango Towers w Karakorum.
Miha Valič zapisał się w historii gór, jako pierwszy alpinista, który wszedł na wszystkie 82 szczyty Alp o wysokości powyżej 4000 metrów w ciągu jednego sezonu. Dokonał tego w ciągu 102 dni od 27 grudnia 2006 do 7 kwietnia 2007. Valic planował dokonać swojego wyczynu w 82 dni, na drodze stanęły mu jednak warunki pogodowe.
Zdobył „najpiękniejszą górę świata” – peruwiańskie Alpamayo (5947 m n.p.m.), Elbrus (5642 m n.p.m.), poprowadził też kilka nowych tras wspinaczkowych – m.in. na amerykański szczyt El Capitan.
Zginął w 2008, podczas schodzenia ze szczytu, po zdobyciu swego pierwszego ośmiotysięcznika – Czo Oju (8201 m n.p.m.) – szóstej pod względem wysokości góry świata. Była to druga śmierć słoweńskiego alpinisty w ciągu kilku tygodni, po tym jak w sierpniu w Karakorum zginął Pavle Kozjek.

## Szczyty
Lista 82 szczytów z listy UIAA i daty ich zdobycia przez Valicia.
| Data wejścia     | Szczyt                               | Pasmo                             | Wysokość (m n.p.m.) | Partner we wspinaczce                      |
| ---------------- | ------------------------------------ | --------------------------------- | ------------------- | ------------------------------------------ |
| 17 marca 2007    | Mont Blanc                           | Masyw Mont Blanc                  | 4810                | Blaž Stres                                 |
| 17 marca 2007    | Mont Blanc de Courmayeur             | Masyw Mont Blanc                  | 4748                | Blaž Stres                                 |
| 10 marca 2007    | Dufourspitze                         | Alpy Pennińskie, masyw Monte Rosa | 4634                | Tadej Debevec                              |
| 10 marca 2007    | Nordend                              | Alpy Pennińskie, masyw Monte Rosa | 4609                | Tadej Debevec                              |
| 10 marca 2007    | Zumsteinspitze                       | Alpy Pennińskie, masyw Monte Rosa | 4563                | Tadej Debevec                              |
| 9 marca 2007     | Signalkuppe                          | Alpy Pennińskie, masyw Monte Rosa | 4554                | Tadej Debevec                              |
| 14 stycznia 2007 | Dom                                  | Alpy Pennińskie                   | 4545                | Blaž Grapar                                |
| 9 marca 2007     | Liskamm, wschodni wierzchołek        | Alpy Pennińskie                   | 4527                | Tadej Debevec                              |
| 25 marca 2007    | Weisshorn                            | Alpy Pennińskie                   | 4506                |                                            |
| 14 stycznia 2007 | Täschhorn                            | Alpy Pennińskie                   | 4491                | Blaž Grapar                                |
| 9 marca 2007     | Liskamm, zachodni wierzchołek        | Alpy Pennińskie                   | 4479                | Tadej Debevec                              |
| 23 lutego 2007   | Matterhorn                           | Alpy Pennińskie                   | 4478                |                                            |
| 28 marca 2007    | Mont Maudit                          | Masyw Mont Blanc                  | 4465                | Klemen Gričar                              |
| 17 marca 2007    | Picco Luigi Amedeo                   | Masyw Mont Blanc                  | 4460                | Blaž Stres                                 |
| 11 marca 2007    | Parrotspitze                         | Alpy Pennińskie, masyw Monte Rosa | 4432                | Tadej Debevec                              |
| 19 lutego 2007   | Dent Blanche                         | Alpy Pennińskie                   | 4357                | Miha Lampreht                              |
| 11 marca 2007    | Ludwigshöhe                          | Alpy Pennińskie, masyw Monte Rosa | 4341                | Tadej Debevec                              |
| 15 stycznia 2007 | Nadelhorn                            | Alpy Pennińskie                   | 4327                | Blaž Grapar                                |
| 11 marca 2007    | Corno Nero                           | Alpy Pennińskie, masyw Monte Rosa | 4341                | Tadej Debevec                              |
| 11 stycznia 2007 | Grand Combin de Grafeneire           | Alpy Pennińskie                   | 4314                |                                            |
| 18 marca 2007    | Dôme du Goûter                       | Masyw Mont Blanc                  | 4304                | Blaž Stres                                 |
| 15 stycznia 2007 | Lenzspitze                           | Alpy Pennińskie                   | 4294                | Blaž Grapar                                |
| 4 lutego 2007    | Finsteraarhorn                       | Alpy Berneńskie                   | 4274                | Alenka Klemenčič, Gašper Rak               |
| 28 grudnia 2006  | Mont Blanc du Tacul                  | Masyw Mont Blanc                  | 4248                | Rok Blagus                                 |
| 16 marca 2007    | Grand Pilier d’Angle                 | Masyw Mont Blanc                  | 4243                | Blaž Stres                                 |
| 15 stycznia 2007 | Stecknadelhorn                       | Alpy Pennińskie                   | 4241                | Blaž Grapar                                |
| 25 stycznia 2007 | Castor                               | Alpy Pennińskie                   | 4228                | Luka Kronegger                             |
| 21 lutego 2007   | Zinalrothorn                         | Alpy Pennińskie                   | 4221                | Miha Lampreht                              |
| 15 stycznia 2007 | Hohberghorn                          | Alpy Pennińskie                   | 4219                | Blaž Grapar                                |
| 11 marca 2007    | Piramide Vincent                     | Alpy Pennińskie, masyw Monte Rosa | 4215                | Tadej Debevec                              |
| 30 stycznia 2007 | Grandes Jorasses, Pointe Walker      | Masyw Mont Blanc                  | 4208                | Boris Lorenčič                             |
| 13 stycznia 2007 | Alphubel                             | Alpy Pennińskie                   | 4206                | Blaž Grapar                                |
| 20 stycznia 2007 | Rimpfischhorn                        | Alpy Pennińskie                   | 4199                | Luka Kronegger                             |
| 9 lutego 2007    | Aletschhorn                          | Alpy Berneńskie                   | 4195                |                                            |
| 20 stycznia 2007 | Strahlhorn                           | Alpy Pennińskie                   | 4190                | Luka Kronegger                             |
| 11 stycznia 2007 | Combin de Valsorey                   | Alpy Pennińskie                   | 4184                |                                            |
| 30 stycznia 2007 | Grandes Jorasses, Pointe Whymper     | Masyw Mont Blanc                  | 4184                | Boris Lorenčič                             |
| 14 marca 2007    | Dent d’Hérens                        | Alpy Pennińskie                   | 4171                | Alenka Klemenčič, Vesna Nikšič, Miha Maček |
| 22 stycznia 2007 | Breithorn, zachodni szczyt           | Alpy Pennińskie                   | 4164                | Luka Kronegger                             |
| 22 stycznia 2007 | Breithorn, centralny szczyt          | Alpy Pennińskie                   | 4159                | Luka Kronegger                             |
| 2 lutego 2007    | Jungfrau                             | Alpy Berneńskie                   | 4158                | Alenka Klemenčič, Gašper Rak               |
| 27 lutego 2007   | Bishorn                              | Alpy Pennińskie                   | 4153                | Matevž Kramer                              |
| 24 stycznia 2007 | Breithornzwilling, zachodni          | Alpy Pennińskie                   | 4164                | Luka Kronegger                             |
| 11 stycznia 2007 | Grand Combin de la Tsessette         | Alpy Pennińskie                   | 4135                |                                            |
| 6 kwietnia 2007  | Aiguille Verte                       | Masyw Mont Blanc                  | 4122                | Blaž Grapar                                |
| 28 grudnia 2006  | Aiguilles du Diable, Pointe Blanchet | Masyw Mont Blanc                  | 4114                | Rok Blagus                                 |
| 16 marca 2007    | Aiguille Blanche de Peuterey         | Masyw Mont Blanc                  | 4112                | Blaž Stres                                 |
| 30 stycznia 2007 | Grandes Jorasses, Pointe Croz        | Masyw Mont Blanc                  | 4110                | Boris Lorenčič                             |
| 28 grudnia 2006  | Aiguilles du Diable, Pointe Carmen   | Masyw Mont Blanc                  | 4109                | Rok Blagus                                 |
| 3 lutego 2007    | Mönch                                | Alpy Berneńskie                   | 4107                | Alenka Klemenčič, Gašper Rak               |
| 24 stycznia 2007 | Breithornzwilling, wschodni          | Alpy Pennińskie                   | 4106                | Luka Kronegger                             |
| 6 kwietnia 2007  | Grande Rocheuse                      | Masyw Mont Blanc                  | 4102                | Blaž Grapar                                |
| 6 stycznia 2007  | Barre des Écrins                     | masyw Écrins                      | 4102                | Alenka Klemenčič                           |
| 27 grudnia 2006  | Aiguilles du Diable, La Médiane      | Masyw Mont Blanc                  | 4097                | Rok Blagus                                 |
| 25 stycznia 2007 | Pollux                               | Alpy Pennińskie                   | 4092                | Luka Kronegger                             |
| 2 kwietnia 2007  | Schreckhorn                          | Alpy Berneńskie                   | 4078                | Tomaž Jakofčič                             |
| 24 stycznia 2007 | Breithorn, Roccia Nera               | Alpy Pennińskie                   | 4075                | Luka Kronegger                             |
| 27 grudnia 2006  | Aiguilles du Diable, Pointe Chaubert | Masyw Mont Blanc                  | 4074                | Rok Blagus                                 |
| 17 marca 2007    | Monte Brouillard,                    | Masyw Mont Blanc                  | 4069                | Blaž Stres                                 |
| 30 stycznia 2007 | Grandes Jorasses, Pointe Margarita   | Masyw Mont Blanc                  | 4065                | Boris Lorenčič                             |
| 27 grudnia 2006  | Aiguilles du Diable, Corne du Diable | Masyw Mont Blanc                  | 4064                | Rok Blagus                                 |
| 20 lutego 2007   | Ober Gabelhorn                       | Alpy Pennińskie                   | 4063                | Miha Lampreht                              |
| 3 stycznia 2007  | Gran Paradiso                        | Masyw Gran Paradiso               | 4061                | Alenka Klemenčič                           |
| 18 marca 2007    | Aiguille de Bionnassay               | Masyw Mont Blanc                  | 4052                | Blaž Stres                                 |
| 16 lutego 2007   | Piz Bernina                          | Berninagruppe                     | 4049                | Tina Di Batista                            |
| 3 lutego 2007    | Grosses Fiescherhorn                 | Alpy Berneńskie                   | 4049                | Alenka Klemenčič, Gašper Rak               |
| 11 marca 2007    | Piramide Vincent, Punta Giordani     | Alpy Pennińskie, masyw Monte Rosa | 4046                | Tadej Debevec                              |
| 30 stycznia 2007 | Grandes Jorasses, Pointe Helene      | Masyw Mont Blanc                  | 4045                | Boris Lorenčič                             |
| 5 lutego 2007    | Grünhorn                             | Alpy Berneńskie                   | 4044                | Alenka Klemenčič, Gašper Rak               |
| 2 kwietnia 2007  | Lauteraarhorn                        | Alpy Berneńskie                   | 4042                | Tomaž Jakofčič                             |
| 6 kwietnia 2007  | Aiguille du Jardin                   | Masyw Mont Blanc                  | 4035                | Blaž Grapar                                |
| 15 stycznia 2007 | Dürrenhorn                           | Alpy Pennińskie                   | 4035                | Blaž Grapar                                |
| 13 stycznia 2007 | Allalinhorn                          | Alpy Pennińskie                   | 4027                | Blaž Grapar                                |
| 3 lutego 2007    | Hinter Fiescherhorn                  | Alpy Berneńskie                   | 4025                | Alenka Klemenčič, Gašper Rak               |
| 30 grudnia 2006  | Weissmies                            | Alpy Pennińskie                   | 4023                | Rok Blagus                                 |
| 29 stycznia 2007 | Dôme de Rochefort                    | Masyw Mont Blanc                  | 4015                | Boris Lorenčič                             |
| 6 stycznia 2007  | Dôme de neige des Écrins             | masyw Écrins                      | 4015                | Alenka Klemenčič                           |
| 29 stycznia 2007 | Dent du Géant                        | Masyw Mont Blanc                  | 4013                | Boris Lorenčič                             |
| 17 marca 2007    | Punta Baretti                        | Masyw Mont Blanc                  | 4013                | Blaž Stres                                 |
| 31 grudnia 2006  | Lagginhorn                           | Alpy Pennińskie                   | 4010                | Rok Blagus                                 |
| 29 stycznia 2007 | Aiguille de Rochefort                | Masyw Mont Blanc                  | 4001                | Boris Lorenčič                             |
| 7 kwietnia 2007  | Les Droites                          | Masyw Mont Blanc                  | 4000                | Blaž Grapar                                |